# Arrondissement di Figeac
L'arrondissement di Figeac è una suddivisione amministrativa francese, situata nel dipartimento del Lot e nella regione dell'Occitania.

## Composizione
L'arrondissement di Figeac raggruppa 120 comuni in 9 cantoni:
- cantone di Bretenoux
- cantone di Cajarc
- cantone di Figeac-Est
- cantone di Figeac-Ovest
- cantone di Lacapelle-Marival
- cantone di Latronquière
- cantone di Livernon
- cantone di Saint-Céré
- cantone di Sousceyrac